# Fernando Condés
Fernando Condés Romero (Lavadores, Vigo, 1906- Madrid, 29 de julio de 1936) fue un militar español, oficial de la Guardia Civil. Vinculado al PSOE, fue instructor de milicias socialistas y encabezó el grupo de policías y civiles que detuvo y terminó asesinando al diputado José Calvo Sotelo en represalia por el asesinato del teniente Castillo.

## Biografía

### Primeros años
Hijo de un comandante de Infantería, cursó la carrera militar siendo destinado al Protectorado español de Marruecos, entonces en guerra, donde conoció a José del Castillo Sáenz de Tejada. En 1928 ingresó en la Guardia Civil y en su destino en el Parque de Automóviles de la Guardia Civil en Madrid conoció a la diputada por Badajoz Margarita Nelken, de la que fue gran amigo, y quien le presentó al dirigente de UGT Amaro del Rosal y este a Largo Caballero.[cita requerida]

### Segunda República
Militante del PSOE, como sus amigos el teniente Castillo y el capitán Faraudo, tomó parte en la intentona revolucionaria de octubre de 1934 organizada por las organizaciones socialistas, intentando ocupar el Parque de Automóviles de la Guardia Civil con el apoyo de la sección de Infantería de Castillo, sin conseguirlo. Condés fue juzgado, condenado, expulsado de la Guardia Civil, y enviado a Prisiones Militares.
Con el triunfo del Frente Popular en las elecciones de febrero de 1936 fue amnistiado, siendo reincorporado y ascendido, por escalafón, al rango de capitán, aunque la Guardia Civil le dejó en situación de disponible forzoso, por su participación en los hechos de octubre de 1934. Ingresó también, junto con Del Castillo y Faraudo, en la Unión Militar Republicana Antifascista (UMRA). Tras su salida de la cárcel fue instructor de "La Motorizada", una milicia socialista compuesta por miembros de las Juventudes Socialistas madrileñas que no habían participado en la fusión con las juventudes comunistas para formar las Juventudes Socialistas Unificadas y que, entre otras funciones, servía habitualmente de escolta a Indalecio Prieto. El teniente Castillo también era uno de los instructores de «La Motorizada».
Los asesinatos de Faraudo, Castillo y Calvo Sotelo
El 8 de mayo de 1936, el capitán Faraudo fue asesinado por pistoleros falangistas, un hecho que causó gran conmoción en su entorno, las juventudes socialistas y los partidos de izquierda en general. El 12 de julio, pistoleros no identificados acabaron con la vida del teniente Castillo. Esa madrugada se congregaron en el cuartel de la Guardia de Asalto de Pontejos paisanos pertenecientes a las milicias socialistas entre los que se encontraba Condés. También se encontraba un amigo de Condés, Santiago Garcés y otros miembros de la Motorizada, como Luis Cuenca. 
De Pontejos partió una camioneta en la que se hallaba un grupo de guardias de Asalto, miembros de las milicias socialistas y el propio Condés. En la comisaría se habían dado listas de falangistas sospechosos a los que detener. En medio de la indignación, muchos clamaban venganza por este y otros asesinatos cometidos por pistoleros derechistas.  Con el pretexto de efectuar un registro, y amparados en las credenciales de la Guardia Civil de Condés, este y algunos otros penetraron en casa del diputado derechista y monárquico José Calvo Sotelo, a quien pidieron les acompañase a la Dirección General de Seguridad (DGS). Calvo Sotelo se resistió, pero se tranquilizó al ver la identificación de Condés que lo acreditaba como oficial de la Guardia civil. Finalmente accedió y se marchó con los policías a la DGS. En mitad del trayecto, Luis Cuenca Estevas, miembro de las milicias socialistas, y sentado justo detrás del diputado en el vehículo, le asesinó por la espalda descerrajándole dos disparos, el primero de ellos en la nuca. Los integrantes de la camioneta llevaron el cadáver de Calvo Sotelo al Cementerio del Este, donde lo depositaron.
A las ocho y media de la mañana, Condés se presentó en la sede del PSOE y pidió hablar con algún dirigente del partido. Al no encontrarse en Madrid ni Prieto ni Ramón Lamoneda, el jefe de la oficina de la secretaría del PSOE llamó al diputado Juan Simeón Vidarte. Cuando este llegó a la sede del partido socialista, Condés se encontraba pálido, descompuesto, “con los ojos enrojecidos”. Ante la pregunta de Vidarte sobre qué pasaba, Condés le espetó: “Algo terrible. Anoche matamos a Calvo Sotelo”. Condés añadió que no había sido su intención que el viaje acabase con el asesinato de Calvo Sotelo, sino que sólo pretendía secuestrarle para tenerle como rehén. Vidarte, que le reprochó su comportamiento, y ante la pregunta de Condés de si debía entregarse, le dijo que sería mejor que esperase y que buscase un lugar donde ocultarse, si disponía de él, a lo que Condés respondió: “Sí, puedo ocultarme en casa de la diputada Margarita Nelken. Allí no se atreverán a buscarme. El guardia que la acompaña, como vigilante, iba también en la camioneta.” Vidarte también mostró su repugnancia por el asesinato y su negativa a defenderle como abogado si se diese el caso de que fuese detenido. Condés tuvo también ocasión de hablar con Prieto tras su regreso a Madrid, a quien manifestó que estaba pensando en suicidarse. Prieto dejó entrever su repugnancia y añadió “Suicidarse sería una estupidez. Van a sobrarle ocasiones de sacrificar heroicamente su vida en la lucha que, de modo ineludible, comenzará pronto, dentro de días o dentro de horas.”
Al día siguiente, Luis Cuenca, Condés y otros de los que iban en la camioneta fueron detenidos por la policía e interrogados.

### Guerra civil española
Pocos días después, iniciada la sublevación militar, Condés participó en el asalto al Cuartel de la Montaña. Posteriormente fue nombrado director técnico de la Motorizada, y al comienzo de la guerra civil española marchó a combatir en Somosierra, donde el 26 de julio cayó mortalmente herido, falleciendo tres días después en un hospital de Madrid.

## Reconocimientos
Durante la Guerra Civil, se le dio su nombre al cuartel de Milicias Populares instalado en la iglesia de San Diego de Cartagena.

### Pie de página
1. 1 2 3 4 5 6  (Gibson, 1982, p. 104)
2. 1 2  (Gibson, 1982, p. 105)
3. 1 2  (Gibson, 1982, p. 56)
4. ↑  Gibson, 1982, p. 106-108.
5. ↑  Vidarte: Todos fuimos culpables, tomo I, p. 213-217.
6. ↑  Indalecio Prieto: Convulsiones de España, tomo I, p. 162.
7. ↑  Hugh Thomas (1976). La Guerra Civil Española, Círculo de Lectores, pág. 233.
8. ↑  Alfonso Bullón de Mendoza (2004): José Calvo Sotelo, Ariel, pág. 689.
9. ↑  «Memoria republicana - Imágenes - Capricho español». Archivado desde el original el 22 de octubre de 2010. Consultado el 21 de septiembre de 2010.